# The Landmark Hotel and Casino
The Landmark Tower Hotel and Casino – w przeszłości stanowił hotel i kasyno, który funkcjonował przy bulwarze Las Vegas Strip w Las Vegas, w stanie Nevada. Obiekt, liczący 525 pokoi, działał w latach 1969-1990. 

## Historia
W 1961 roku Frank Carroll nabył niemal 9 hektarów ziemi w Las Vegas, a następnie, korzystając z 3 milionów dolarów pożyczki zaciągniętej u Appliance Buyers Credit Corporation, Carroll zatrudnił Johna W. Jamiesona, by ten zaprojektował hotelową wieżę. Do konstrukcji obiektu zatrudniony został Edward Hendricks. Oryginalny plan zakładał budowę 15-kondygnacyjnego budynku, najwyższego ówcześnie w Nevadzie. Ostatecznie liczbę pięter zwiększono do 31, kiedy hotel The Mint zdecydował zwiększyć swoją wysokość, by pobić rekord. Dzięki 31 kondygnacjom, Landmark zdobył tytuł najwyższego budynku w stanie.
W grudniu 1962 roku Carrollowi skończyły się wszystkie fundusze, a pożyczkodawcy odmówili udzielenia mu dodatkowego wsparcia finansowego. W ten sposób konstrukcja Landmark, wypełniona w 80%, została wstrzymana.
W 1966 roku, Teamsters Union Pension Fund przyznała Carrollowi 5.5 miliona dolarów na skompletowanie Landmark. Prace zostały wznowione, a budowę wieży ukończono na początku 1967 roku. Oficjalne otwarcie obiektu planowane było na Sylwester 1967 roku, jednak z powodu kolejnych problemów finansowych, zostało odwołane.
Otwarcie Landamark planowane było następnie na kwiecień 1968 roku, jednak Las Vegas Review Journal poinformował w lutym, że obiekt wciąż nie posiada licencji na prowadzenie gier hazardowych.
17 stycznia 1969 roku miliarder Howard Hughes wykupił Landmark i zgodził się spłacić wszystkie długi Franka Carrolla. W przeciwieństwie do pozostałych hoteli Hughesa, inwestor nabył Landmark, kiedy obiekt nie był jeszcze otwarty. To pozwoliło, by Hughes podjął wszystkie decyzje dotyczące wystroju hotelu oraz chociażby strojów personelu samodzielnie. 
Po ośmiu latach konstrukcji, The Landmark Hotel & Casino został otwarty 1 lipca 1969 roku. W oficjalnej uroczystości wzięło udział ponad 500 gości, a gwiazdę wieczoru stanowił Danny Thomas. 
Tuż po otwarciu okazało się, że Landmark nie przynosi takich dochodów, jakich oczekiwano. W latach 70. XX wieku, obiekt mierzył się z problemami finansowymi oraz złą opinią wśród gości. W 1970 roku Hughes wyjechał z Las Vegas, pozostawiając kontrolę nad swoimi hotelami własnej korporacji, Summa Corp. W tym samym roku Landmark zanotował straty w wysokości 5.9 milionów dolarów. 

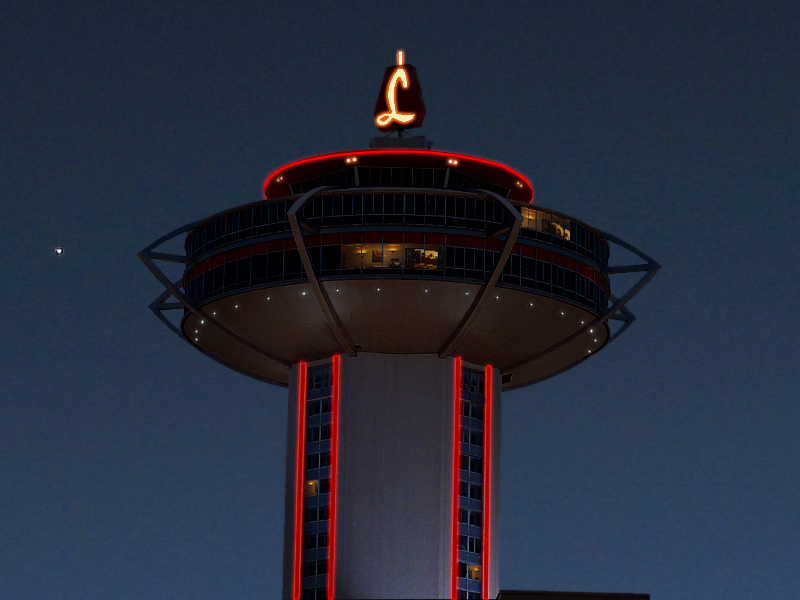
Zdjęcie Landmark z 1995 roku, zmodyfikowane, by obiekt wyglądał tak, jak w latach 80.

W 1974 roku William G. Bennett oraz William Pennington złożyli ofertę zakupu Landmark, jednak za każdym razem, gdy transakcja była bliska finalizacji, Hughes podnosił cenę. W wyniku tego, inwestorzy zdecydowali się nabyć Circus Circus zamiast Landmark. 
W 1977 roku do hotelowej klimatyzacji przedostał się tlenek węgla, który spowodował śmierć jednego z gości i obrażenia wśród 138 innych osób. Wydarzenie pogorszyło opinię obiektu wśród bywalców w Las Vegas.
Pod koniec lat 70. Landamark znalazł się na skraju bankructwa. Summa Corp. rozpoczęła sprzedaż wszystkich hoteli, które należały do korporacji. Na czele tej listy znalazł się właśnie Landmark. Nowymi właścicielami obiektu zostali Ed i Zula Wolfram z Ohio.
W 1982 roku Ed Wolfram został oskarżony o przywłaszczenie 47 milionów dolarów ze swojej firmy Bell & Beckwith, a Landmark został ponownie wystawiony na sprzedaż. W 1983 roku obiekt został wykupiony przez Williama Morrisa, który planował nadać mu nowe życie. Działania rozpoczął od zmian wystroju korytarzy i recepcji, jednak pokoje pozostały niezmienione. Hotel został jednocześnie przemianowany na The NEW Landmark.
Mimo że obiekt nie zaczął przynosić ogromnych zysków, były one wystarczająco duże, by Landmark funkcjonował przez kilka kolejnych lat. Sytuacja zmieniła się w 1989 roku, wraz z otwarciem pierwszego w Las Vegas megakompleksu – The Mirage. Od tego momentu obroty Landmark znacznie spadły.
Bez pieniędzy niezbędnych do renowacji pokoi oraz spłaty pożyczkodawców, Landmark został zamknięty w sierpniu 1990 roku. W 1991 roku na sprzedaż wystawiono wszystkie elementy wystroju obiektu. Przez następne dwa lata hotel pozostawał nieużywany, aż w 1993 roku Las Vegas Convention and Visitors Authority wykupiła go za 16.7 milionów dolarów. Po trwających ponad rok debatach, zarząd LVCVA zdecydował o wyburzeniu obiektu, mimo iż część udziałowców chciała, by hotel wznowił działalność.
7 listopada 1995 roku, o godzinie 5:35 rano, Landmark został wysadzony, a proces ten trwał 17 sekund.
Obecnie teren, na którym znajdował się Landmark stanowi parking z dwoma tysiącami miejsc dla Las Vegas Convention Center.

### Landmark w filmie
- Miłość w Las Vegas (1964)
- Diamenty są wieczne (1971)
- Crime Story (1987)
- Kasyno (1995)
- Marsjanie atakują! (1996)
- The Cooler (2003)